# Louis Hofmann
Louis Hofmann (Bergisch Gladbach, 3 juni 1997) is een Duitse acteur. Hij werd bekend in 2011 door de film Tom Sawyer en de Deense film Land of Mine uit 2015 waarin hij een Duitse krijgsgevangene speelt. Van 2017 tot en met 2020 speelde hij in de Netflix-serie Dark. Hij speelt de hoofdrol in de Netflix miniserie All The Light We Cannot See uit 2023.

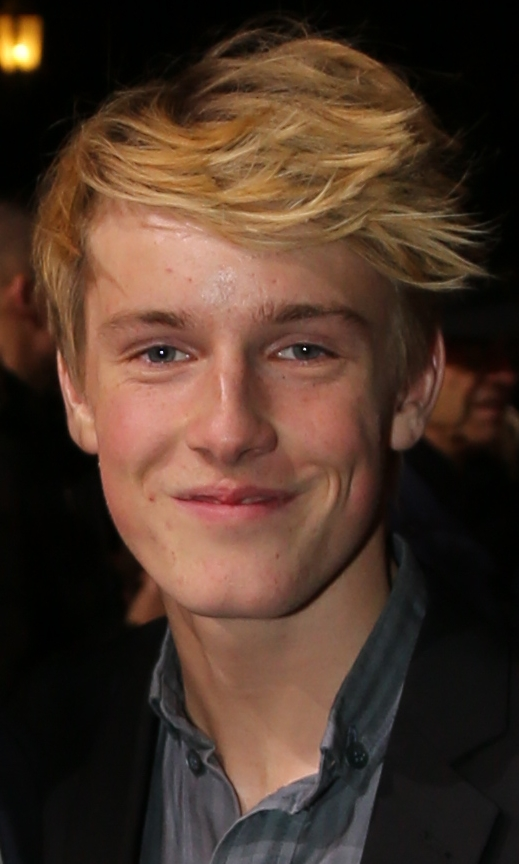
Louis Hofmann in 2015

## Biografie
Louis Hofmann groeide op in Keulen. Zijn eerste keer voor de camera was in het programma Servicezeit van de WDR. Hij deed hierin mee aan het programmaonderdeel Die Ausflieger.
In 2009 speelde hij een rol in de serie Danni Lowinski. Vervolgens was hij te zien in de series Der verlorene Vater, de televisieserie Tod in Istanbul, en in Wilsberg en Alarm for Cobra 11.
Zijn eerste hoofdrol speelde hij in 2011: de rol van Tom Sawyer in een Duitse versie van de klassieke roman van Mark Twain. In 2012 kwam de vervolgfilm op Tom Sawyer uit. 
In 2013 trad hij op in de serie Stolberg en in de komedie Der fast perfekte Mann. 
In 2015 won Hofmann de Beierse filmprijs als nieuw opkomend acteur voor de film Freistatt. Hij ontving de Bodil Awards in 2016 voor beste mannelijke bijrol in Deens-Duitse coproductie Land of Mine. Hij acteerde vervolgens in Die Mitte der Welt en vertolkte de stem van de kleine raaf in de animatieserie Der kleine Rabe Socke.
In december 2017 kwam bij Netflix de serie Dark uit waarin Hofmann de rol van Jonas Kahnwald vertolkt. Het tweede seizoen kwam uit in 2019 en het derde in 2020.

## Filmografie

### Films
| Jaar | Titel                           | Rol                |
| ---- | ------------------------------- | ------------------ |
| 2011 | Tom Saywer                      | Tom Sawyer         |
| 2012 | Die Abenteuer des Huck Finn     | Tom Sawyer         |
| 2013 | Der fast perfekte Mann          | Aaron              |
| 2015 | Freistatt                       | Wolfgang           |
| 2015 | Land of Mine                    | Sebastian Schumann |
| 2015 | Under sandet                    |                    |
| 2016 | Die Mitte der Welt              | Phil               |
| 2016 | Jeder stirbt für sich allein    | Hans Quangel       |
| 2017 | Lommbock                        | Jonathan           |
| 2017 | 1000 Arten Regen zu beschreiben | Oliver             |
| 2018 | Nurejew - The White Crow        | Teja Kremke        |
| 2018 | Red Sparrow                     | Bank Manager       |
| 2019 | Prélude                         | David              |
| 2019 | Deutschstunde                   | Klaas Jespen       |
| 2020 | Ein kleiner Schnitt             | Kipp               |
| 2022 | Der Passfälscher                | Cioma Schönhaus    |
| 2023 | Seneca                          |                    |

### Televisie
| Jaar      | Titel                                    | Rol               |
| --------- | ---------------------------------------- | ----------------- |
| 2006-2009 | Die Ausflieger                           |                   |
| 2010      | Der Verlorene Vater                      | David Salzbrenner |
| 2010      | Tod in Istanbul                          | Sascha Kleinert   |
| 2010      | Danni Lowinski                           | Fabian Lüdtke     |
| 2011      | Alarm for Cobra 11 - Die Autobahnpolizei | Alexander Behrens |
| 2011      | Wilsberg - Aus Mangel an Beweisen        | Max Rensing       |
| 2012      | Kommissaris Stolberg                     | Dennis Kessler    |
| 2013      | SOKO Köln - Der stille Mord              |                   |
| 2014      | Das Zeugenhaus                           |                   |
| 2016      | Das weiße Kaninchen                      |                   |
| 2017      | You Are Wanted                           | Dalton            |
| 2017      | Schuld - Das Cello                       |                   |
| 2017-2020 | Dark                                     | Jonas Kahnwald    |
| 2022      | Life After Life                          | Jürgen            |
| 2023      | All the Light We Cannot See              | Werner Pfennig    |

### Onderscheidingen
| Jaar | Prijs                               | Film               |
| ---- | ----------------------------------- | ------------------ |
| 2012 | New Faces Award                     | Tom Sawyer         |
| 2014 | Bayerischer Filmpreis               | Freistatt          |
| 2015 | Tokyo International Film Festival   | Land of Mine       |
| 2016 | Deutscher Schauspielerpreis         | Freistatt          |
| 2016 | Bodil Awards                        | Land of Mine       |
| 2016 | International Film Festival Beijing | Land of Mine       |
| 2016 | Deutscher Filmpreis                 | Land of Mine       |
| 2017 | Askania Award                       | Die Mitte der Weld |
| 2018 | Goldene Kamera                      | Dark               |
| 2018 | Jupiter                             | Dark               |

- Biblioteca Nacional de España: XX5577309
- Gemeinsame Normdatei: 1022649841
- International Standard Name Identifier: 0000 0001 3331 9446
- Library of Congress Control Number: no2017082173
- Nationale Bibliotheek van Tsjechië: pna2017952122
- Système universitaire de documentation: 20051525X
- Virtual International Authority File: 267347475
- WorldCat: E39PBJxhpDfbcgyd467MfTfg8C